# 統制社会
統制社会（とうせいしゃかい）とは、政府が国民の動向を監視し、外部からの情報を遮断することで成り立つ社会を指す。

## ソ連型社会主義
旧共産圏諸国は、あらゆる機関にKGBを配属していた。政府を批判する者があれば、すぐに通報された。旧共産圏で、アネクドートが発達したのは、政府を直接批判できなかったためである。ニュースと言えば、自国の革命指導者を称える内容か、計画経済の成果を誇示する内容か、資本主義国家における反政府運動を報道する内容ばかりとなった。事件・事故報道は、国民を不安にするとの理由で、原則として行われなかった。
戦後、故あってソ連に残留した日本人が、帰国したい旨モスクワ駐在日本大使館に手紙を出したところ、日本大使館からではなく、KGBから返事が来たという。また、1960年代に、日本の歌謡曲「恋の季節」をモンゴル語訳して流布した日本語教育専攻のモンゴル人教授が、KGBに逮捕されたという。当時は、ソ連の従属国モンゴルと、日本の間に国交はなく、資本主義の敵性文化を流布させたと取られた。
選挙は、党が選定した唯一の候補に対する信任投票が行われた。秘密選挙の原則は行われず、信任なら無記入、不信任なら特設の記帳台に出向く、あるいは黒白投票制が採られ、政府に批判的な国民は、すぐに識別できるようになっていた。
外国人の入国は不可能ではなかったが、団体旅行に限られ、国民との接触は歓迎されなかった。

## 統制社会の必要性
ゴルバチョフは、あくまで体制内改革を想定していた。しかし、情報統制を解除してしまうと、社会主義を望まない多数派の国民の声がうねりのように押し寄せてしまい、社会主義を幕引きせざるを得なくなった。